# Полен
Полен је назив за ситан и најчешће фин прах састављен од мушких гаметофита (поленових зрна) голосеменица и скривеносеменица. Поленова зрна настају у микроспорангијама (које се код скривеносеменица налазе у прашницима). Поленово зрно изграђено је из вегетативних ћелија гаметофита (једна код скривеносеменица, више код голосеменица) и једне репродуктивне ћелије гаметофита, са два једра. Једно једро има улогу у изградњи поленове цеви, док друго једро митотичком деобом даје две сперматичне ћелије. Сперматичне ћелије учествују у оплођењу женског гаметофита. Пренос полена са једног на други цвет назива се опрашивање.
Спољашњи омотач поленовог зрна је веома отпоран и тешко се распада, тако да велике топлоте, јаке киселине или моћне базе једва делују на њега. Као саставна компонента геолошких седимената полен је пружио много информација о пореклу и геолошкој историји биљног света на Земљи. Ослобађа се у толиким количинама да представља значајан део земљине атмосфере. Полен садржи и супстанце богате протеинима, какве имају на пример амброзија или разне врсте трава, које изазивају алергијску реакцију познатију као поленска кијавица.
Полен се ретко користи као храна и додатак исхрани. Због пољопривредне праксе, често је контаминиран пољопривредним пестицидима.

## Структура и формирање
Сам полен није мушка полна ћелија. То је гаметофит, нешто што би се могло сматрати читавим организмом, који потом производи мушки гамет. Свако поленово зрно садржи вегетативне (нерепродуктивне) ћелије (само једну ћелију у већини цветних биљака, али неколико код других семенских биљака) и генеративну (репродуктивну) ћелију. У цветним биљкама ћелија вегетативне цеви производи поленову цев, а генеративна ћелија се дели да би формирала два језгра сперматозоида.
- Троугаони полен
- Полен врсте Lilium auratum има једну бразду (моносулкат)
- Полен рода Arabis има структуру површине са три режња.
- Полен јабуке под микроскопом

### Формирање
Полен се производи у микроспорангији у мушкој шишарки четинара или других голосеменица или у прашницима цвета скривеносеменица. Зрна полена долазе у широком спектру облика, величина и површинских ознака карактеристичних за врсту (види електронски микрограф, десно). Поленова зрна бора, јеле и смрче су крилата. Најмање поленово зрно, зрно незаборавнице (Myosotis spp), има пречник 2,5-5  (0,005 ). Зрна полена кукуруза су велика, око 90–100 . Већина полена траве је око 20-25 µм.
Код скривеносеменица, током развоја цвета, прашник се састоји од масе ћелија које изгледају недиференциране, осим делимично диференцираног дермиса. Како се цвет развија, унутар прашника се формирају четири групе спорогених ћелија. Плодне спорогене ћелије окружене су слојевима стерилних ћелија које срастају у зид поленове кесе. Неке од ћелија расту у хранљиве ћелије које обезбеђују исхрану микроспорама које се формирају мејотском деобом из спорогених ћелија.
У процесу који се назива микроспорогенеза, четири хаплоидне микроспоре се производе из сваке диплоидне спорогене ћелије (микроспороцит, матична ћелија полена или мејоцит), након мејотичке деобе. Након формирања четири микроспоре, које су садржане у зидовима калозе, почиње развој зидова поленових зрна. Зид калозе разлаже ензим зван калаза, а ослобођена зрна полена расту у величини и развијају свој карактеристичан облик и формирају отпоран спољашњи зид који се зове ексина и унутрашњи зид који се зове интинa. Ексинa је оно што је сачувано у фосилном запису. Препознају се два основна типа микроспорогенезе, симултана и сукцесивна. У симултаној микроспорогенези мејотски кораци I и II се завршавају пре цитокинезе, док у сукцесивној микроспорогенези следи цитокинеза. Иако може постојати континуум са средњим облицима, тип микроспорогенезе има систематски значај. Преовлађујући облик међу mонокотиледонским биљкама је сукцесиван, али постоје важни изузеци.
Током микрогаметогенезе, једноћелијске микроспоре пролазе кроз митозу и развијају се у зреле микрогаметофите који садрже гамете. У неким цветним биљкама, клијање поленовог зрна може почети чак и пре него што напусти микроспорангијум, при чему генеративна ћелија формира две ћелије сперме.

### Структура
Поленови отвори су делови зида полена који могу укључивати стањивање ексина или значајно смањење дебљине ексина. Они омогућавају скупљање и бубрење зрна узроковано променом садржаја влаге. Процес скупљања зрна назива се хармомегатија. Издужени отвори или бразде у зрну полена називају се колпи (једнина: колпус) или сулки (једнина: сулкус). Отвори који су кружнији називају се поре. Колпи, бразде и поре су главне карактеристике у идентификацији класа полена. Полен се може назвати неотвореним (отвори су одсутни) или отвореним (отвори су присутни). Отвор може да има поклопац (оперкулум), те се стога описује као оперкулат. Међутим, термин неапертурат покрива широк спектар морфолошких типова, као што су функционални неапертурати (криптоапертурати) и омниапертурати. Неапературирана поленова зрна често имају танке зидове, што олакшава клијање поленове цеви у било ком положају. Изрази као што су униапертуратни и триапертуратни односе се на број присутних отвора (један, односно три). Спирапертурат се односи на један или више отвора који су спирално обликовани.
Оријентација бразди (у односу на оригиналну тетраду микроспора) класификује полен као сулкат или колпат. Сулкатни полен има бразду преко средине онога што је било спољашње лице када је зрно полена било у својој тетради. Ако полен има само једну бразду, описује се као моносулкат, има две бразде, као бисулкат, или више, као полисулкат. Колпатни полен има бразде које нису на средини спољашњих страна, и слично се може описати као поликолпат ако их има више од две. Синколпатна поленова зрна имају два или више колпа који су спојени на крајевима. Еудикоти имају полен са три колпа (триколпат) или са облицима који су еволутивно изведени из триколпата полена. Еволуциони тренд у биљкама је био од моносулката до поликолпата или полипорног полена.
Поред тога, зрна полена голосеменица често имају ваздушне бешике или везикуле, зване sacci. Саки заправо нису балони, већ су попут сунђера и повећавају узгон поленовог зрна и помажу да се задржи на ветру, јер је већина голосеменица анемофилна. Полен може бити моносакатан, (садржи један сакус) или бисакатан (садржи два сакуса). Модерна стабла бора, смрче и жутог дрвета производе сакатни полен.

## Полинеација
Пренос поленових зрна у женску репродуктивну структуру (тучак код ангиосперми) назива се опрашивање. Пренос полена се често приказује као секвенцијални процес који почиње постављањем на вектор, томе следи кретање, и завршава се депоновањем. Овај пренос може бити посредован ветром, у ком случају се биљка описује као анемофилна (дословно која воли ветар). Анемофилне биљке обично производе велике количине веома лаганих поленових зрна, понекад са ваздушним кесама. Биљке са семеном које не цветају (нпр. борови) су карактеристично анемофилне. Анемофилне цветне биљке углавном имају неупадљиве цветове. Ентомофилне биљке (дословно које воле инсекте) производе полен који је релативно тежак, лепљив и богат протеинима, за ширење од стране опрашивача инсеката привучених њиховим цветовима. Многи инсекти и неке гриње су специјализовани да се хране поленом и називају се паленоједи.
Код нецветајућих биљака са семеном, полен клија у комори за полен, која се налази испод микропиле, испод интегумента јајне ћелије. Производи се поленова цев, која расте у нуцелус да би обезбедила хранљиве материје за сперматозоиде у развоју. Сперматозоиди Pinophyta и Gnetophyta су без флагела и носи их поленова цев, док оне Cycadophyta и Ginkgophyta имају много бичака.
Када се стави на жиг цветне биљке, под повољним околностима, поленово зрно избацује поленову цев, која расте низ ткиво стабла до јајника, и креће се дуж постељице, вођена избочинама или длакама, до микропила јајне ћелије. Језгро цевне ћелије је у међувремену прешло у цев, као и генеративно језгро, које се дели (ако већ није) и формира две ћелије сперматозоида. Сперматозоиди су ношени до свог одредишта у врху поленове цеви. Двоструке нити се прекидају у ДНК која настаје током раста поленових цеви и ефикасно упарује у генеративној ћелији која носи информације о мушком геному које ће се пренети на следећу биљну генерацију. Међутим, изгледа да вегетативној ћелији која је одговорна за издужење цеви недостаје ова способност поправке ДНК.